# Brezje ob Slomu
Brezje ob Slomu je naselje v Občini Šentjur.